# Odontotrypes davidiani
Odontotrypes davidiani är en skalbaggsart som beskrevs av Nikolajev 2009. Odontotrypes davidiani ingår i släktet Odontotrypes och familjen tordyvlar. Inga underarter finns listade i Catalogue of Life.